# 堀之内久男
堀之内 久男（ほりのうち ひさお、1924年〈大正13年〉11月10日 - 2010年〈平成22年〉3月31日）は、日本の政治家。郵政大臣（第62代）、農林水産大臣（第13代）、衆議院議員（8期）、宮崎県都城市長（2期）等を歴任。

## 来歴
宮崎県北諸県郡中郷村（現都城市）生まれ。海軍兵学校卒業（73期）。第二次世界大戦後は海軍中尉のため公職追放となり、追放解除後は宮崎県議会議員を経て38歳で出身地である中郷村の村長に当選。1967年、中郷村は都城市に編入され、1969年の都城市長選で当選。都城市長を2期8年務めた。
1976年、第34回衆議院議員総選挙に旧宮崎県第2区（定数3）から無所属で出馬し、同区トップ当選を果たした。当選後、自由民主党に入党し中曽根派に所属する。1989年、宇野内閣で農林水産大臣に任命され初入閣を果たしたが、宇野宗佑首相の女性問題が発覚、第17回参議院議員通常選挙で自民党は大敗した。宇野首相も退陣を表明し、わずか69日の在任に終わった。1990年の第39回衆議院議員総選挙では次点で落選。1993年の第40回衆議院議員総選挙では自民党の公認を得られなかったため（自民党は持永和見、中山成彬の2名を公認。）、定数が3から2に改められた旧宮崎2区から無所属で出馬し、トップ当選で返り咲いた。当選後、堀之内も自民党に復党する。
1996年の第41回衆議院議員総選挙では、小選挙区比例代表並立制の導入に伴い比例九州ブロック単独で出馬し、7回目の当選を果たした。同年、第2次橋本内閣で郵政大臣に任命される。2000年の第42回衆議院議員総選挙でも比例九州ブロックで8選を果たす。しかし2003年の第43回衆議院議員総選挙には出馬せず政界を引退した。2010年3月31日、都城市内の病院で肺炎のため死去した。85歳没。叙正三位。

## 発言
- 「女性が政治の世界で使い物になるか。（日本社会党の）土井たか子委員長は結婚もしていない。子を産んだこともない。これで日本の総理が務まるか」：宇野内閣で農林水産大臣在任中、第17回参議院議員通常選挙に際し三重県内で開かれた演説会において、土井社会党委員長に代表されるマドンナブームを批判した際の堀之内の発言。堀之内はこの失言が遠因で、1990年の第39回衆議院議員総選挙で落選した。またこの発言には前段があり「北条政子も淀君も政治の世界で失敗した。」というものである。
- 「人生の最大の喜びであり、最高の名誉。今後も17万市民の1人として市勢発展に微力を尽くしたい」：2008年9月3日、都城市から名誉市民の称号を贈られた際の発言[4]。